# Gouvernement Kallio IV
République de Finlande
1. Viljami Kalliokoski
2. Toivo Janhonen
3. Arvi Oksala
4. Pekka Heikkinen
5. Antti Kukkonen
6. Juho Niukkanen
7. Kyösti Kallio
8. Rudolf Holsti
9. Jalo Lahdensuo,
10. Vihtori Vesterinen
11. Yrjö Puhakka
12. Kalle Kauppi
13. Urho Kekkonen;

- en arrière-plan Oiva Huttunen.

Paasio II  Liinamaa 
Le gouvernement Kallio IV (en finnois : Kallion IV hallitus) est le 21e gouvernement de la République de Finlande.
Le gouvernement a siégé 157 jours du 7 octobre 1936 au 12 mars 1937.

## Composition
Les ministres du gouvernement sont les suivants:
| Titre                                               | Ministre            | Période   | Période   | Parti | Parti          |
| --------------------------------------------------- | ------------------- | --------- | --------- | ----- | -------------- |
| Premier ministre                                    | Kyösti Kallio       | 7.10.1936 | 15.2.1937 |       | Parti agrarien |
| Vice-premier ministre                               | Rudolf Holsti       | 17.2.1937 | 12.3.1937 |       | Edistyspuolue  |
| Ministre des Affaires étrangères                    | Rudolf Holsti       | 7.10.1936 | 12.3.1937 |       | Edistyspuolue  |
| Ministre de la Justice                              | Urho Kekkonen       | 7.10.1936 | 12.3.1937 |       | Parti agrarien |
| Ministre de l'Intérieur                             | Yrjö Puhakka        | 7.10.1936 | 12.3.1937 |       | Indépendant    |
| Vice-ministère de l'Intérieur                       | Urho Kekkonen       | 9.10.1936 | 12.3.1937 |       | Parti agrarien |
| Ministre de la Défense                              | Arvi Oksala         | 7.10.1936 | 12.3.1937 |       | Indépendant    |
| Ministre des Finances                               | Juho Niukkanen      | 7.10.1936 | 12.3.1937 |       | Parti agrarien |
| Ministre de l'Éducation                             | Antti Kukkonen      | 4.9.1972  | 31.5.1974 |       | Parti agrarien |
| Ministre de l'Agriculture et des forêts             | Pekka Heikkinen     | 7.10.1936 | 12.3.1937 |       | Parti agrarien |
| Vice-ministre de l'Agriculture et des forêts        | Viljami Kalliokoski | 7.10.1936 | 12.3.1937 |       | Parti agrarien |
| Ministre des transports et des travaux publics      | Jalo Lahdensuo      | 7.10.1936 | 12.3.1937 |       | Parti agrarien |
| Vice-Ministre des transports et des travaux publics | Vihtori Vesterinen  | 7.2.1975  | 13.6.1975 |       | Parti agrarien |
| Ministre du commerce et de l'industrie              | Kalle Kauppi        | 7.10.1936 | 12.3.1937 |       | Edistyspuolue  |
| Ministre des Affaires sociales                      | Toivo Janhonen      | 4.9.1972  | 13.6.1975 |       | Parti agrarien |